# Château de Montvalen
Le château de Montvalen situé sur la commune de Montvalen dans le Tarn, est un château de style néo-classique construit au XIXe siècle sur l'emplacement d'un château féodal.

## Historique
Un ancien château féodal existait à Montvalen dès le XIIIe siècle car en 1270 Pelfort de Tauriac demande la restitution de terres qui lui avaient été enlevées sur le territoire du château de Montvalen par Jean de « Genèbre » et Pierre de Monteguol , bailes de Raimond VII comte de Toulouse.
Une forteresse subsistait à la fin du XVIe siècle car par une ordonnance du 10 août 1589 Louis de Voisin, seigneur d’Ambres, commandant dans les diocèses d’Albi, Castres et Lavaur, met quinze soldats à la disposition des habitants de Rabastens « pour arrêter les courses que font ceux du fort de Montvalen qui ont fait alliance avec les hérétiques ».
Un nouveau château est construit au XIXe siècle à l'emplacement de l'ancien château féodal, mais les recherches n'ont pas donné des résultats probants sur son histoire.
Après avoir appartenu à différentes familles, le château de Montvalen est racheté en 1803 par le département du Tarn qui le revend en 1953 à la mairie de Montvalen qui à son tour le revend à des particuliers.[réf. nécessaire]

## Description
Le château de Montvalen est un château de style néo-classique de forme rectangulaire et comportant un rez-de-chaussée, un étage et  attique.
La travée centrale est délimitée par de fins pilastres que l'on retrouve aux angles et  des bandeaux soulignent les étages.
Une porte en demi cintre est surmontée d'un arc en pierre blonde, ce qui donne effet de polychromie avec la brique dont est entièrement bâtie la bâtisse. Au premier étage, une porte fenêtre plus étroite, ouvre sur un balcon. Les fenêtres du premier étage sont carrées et celle de l'attique ont une ouverture en plein cintre.
L' entrée du château donne sur une terrasse à laquelle on accède par un escalier à volées divergentes.